# Tunnel des Tuileries
Le tunnel des Tuileries est situé sous ce qui était à l'origine le quai des Tuileries et qui porte désormais les noms de quai Aimé-Césaire (depuis 2013) et quai François-Mitterrand (depuis 2003), le long de la Seine, sur sa rive droite. 
D'une longueur de 861 mètres, le tunnel est ouvert à sens unique d'ouest en est en 1967. Il fait alors partie intégrante de la voie Georges-Pompidou. À la suite de la fermeture à la circulation des voies sur berges entre Châtelet et la fin de la voie Georges-Pompidou, ce tunnel est désormais réservé aux piétons et aux cyclistes. Il est fermé le soir à partir de 22 h 30 mais reste néanmoins accessible aux personnes sans domicile fixe. 

## L'art urbain en bord de Seine
En juillet 2022, ajout dans le tunnel d'un éclairage vif et coloré ainsi que 10 fresques éphémères qui seront visibles au moins un an, jusqu'à l’été 2023.
Cette exposition, l'art urbain en bord de Seine, est réalisé par Artistik Rezo, avec le soutien de la Ville de Paris, sous la direction artistique de Nicolas Laugero Lasserre.
Les 10 œuvres inaugurales sont réalisées par Bault (France), Madame (France), WAR! (France), Andrea Ravo Mattoni (Italie), Lek et Sowat (hommage à Jacques Villeglé)(France), Romain Froquet (France), Erell (France), Jussi TwoSeven (Finlande), Sifat (France & Bengale), Hydrane (France). Durant la phase de création du parcours de nombreuses autres fresques ont été réalisées dans le tunnel.
Parmi ces autres œuvres, ou ajouts tardifs, on trouve, Akelo, Caligr et One Pesca, Demoiselle MM, Djalouz, Elgee, Emesa, Ernesto Novo, Falco, Emmanuel Tissandier, Grünnif, heartcraft_streetart et Claks One, Henry Hang, Jeanjerome, Jérôme G. Demuth, Kraken, Louyz, Maca, Mathieu Dussaucy et Mr Byste, Mister Apogerz, Mouad Aboulhana, Nasti, Psyckoze Nolimit et Dizaster156, ReaOne, Twopy, Waterflocolors et Palomakuns, Peakture, Tzigrafik, Zigom, ...

Street art dans le tunnel des Tuileries
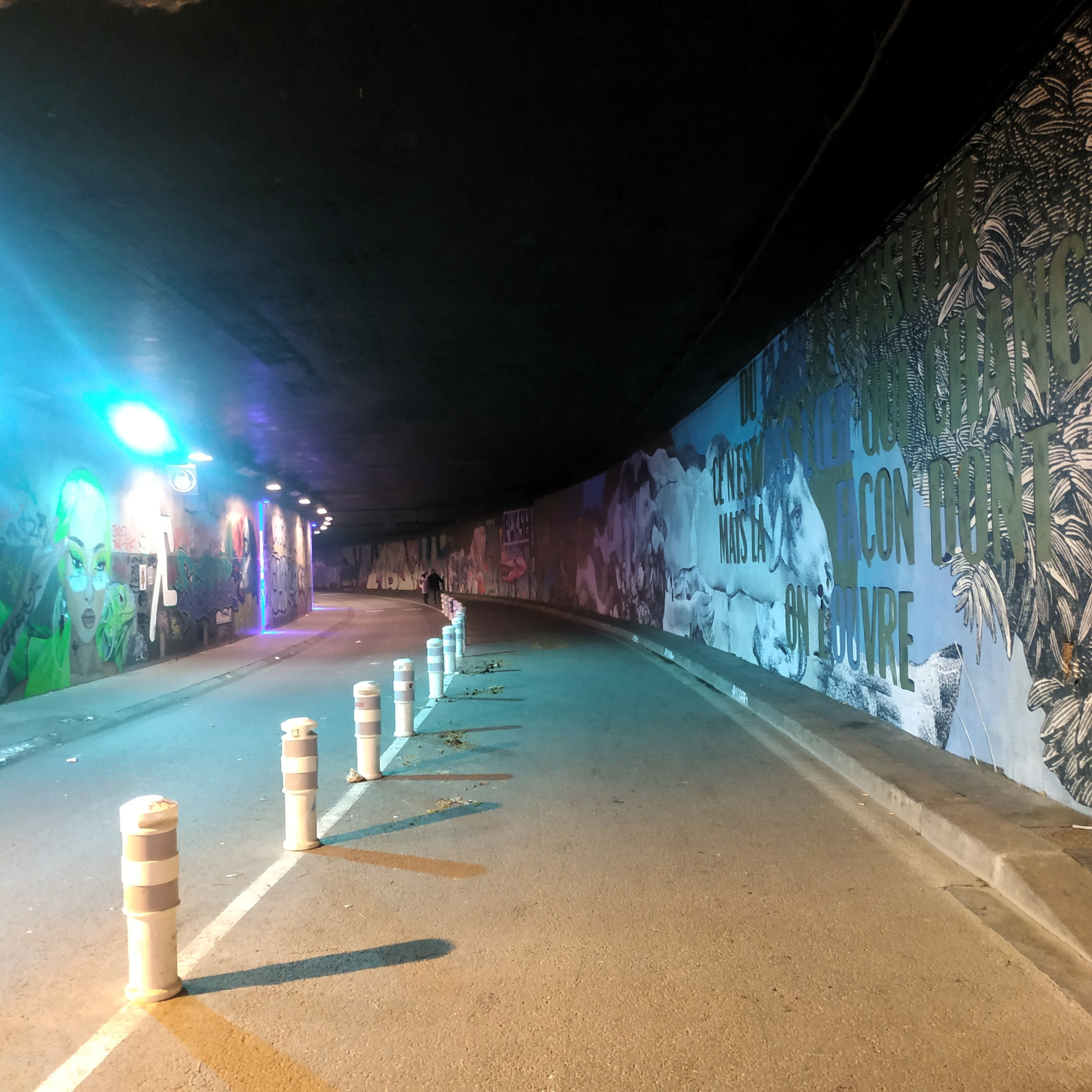
Entrée du tunnel côté Pont-Neuf en janvier 2023